# Microdipodops
Genre
Microdipodops un genre de petits rongeurs de la famille des Heteromyidae.
Ce genre a été décrit pour la première fois en 1891 par un zoologiste américain, Clinton Hart Merriam (1855-1942).

## Liste des espèces
Selon Mammal Species of the World (version 3, 2005)  (2 juin 2016), ITIS (2 juin 2016), NCBI (2 juin 2016) et Catalogue of Life (2 juin 2016) :
- Microdipodops megacephalus Merriam, 1891
- Microdipodops pallidus Merriam, 1901

Selon Paleobiology Database (2 juin 2016) :
- Microdipodops megacephalus